# 埼玉県立所沢西高等学校
埼玉県立所沢西高等学校（さいたまけんりつ ところざわにしこうとうがっこう）は、埼玉県所沢市北野新町にある全日制普通科、男女共学の公立高等学校。通称は「所西」（とこにし）。

## 沿革
- 同校は、1979年に、所沢市内で5番目に設立された全日制男女共学普通科の県立高等学校である。
- 由緒ある古戦場「小手指ヶ原」の一角に、緑豊かな校地を構え、自然に恵まれた環境にあるといえる。
- 1984年、地元農家等との交渉・補償問題が解決した為、校地拡張工事を開始。1985年に一部完成した整地に於いて、第二部活棟と生徒ホール（学食）が竣工する。
- 学生ホール（学食）は現在合宿棟として使われており、代わりにパンと弁当の購買を実施している。
- 最近になってトイレの改修工事が行われた。

## 部活動
運動部
- 陸上競技（男・女）
- 硬式野球（男）
- サッカー（男）
- 新体操（女）
- 剣道（男・女）
- 卓球（男・女）
- バスケットボール（男）
- バスケットボール（女）
- バドミントン（男）
- バドミントン（女）
- ソフトボール（女）
- 硬式テニス（女）
- ソフトテニス（男）
- ワンダーフォーゲル（男・女）
- バレーボール（男）
- バレーボール（女）

文化部
- 華道
- 書道
- 茶道（表千家）
- 美術
- 写真
- 演劇
- 放送
- 生物
- 家庭
- 英語
- 科学
- ギター
- コンピュータ
- 漫画研究

※2020年3月現在

## 交通
- 西武池袋線小手指駅より徒歩20分
- 同駅より西武バス「こてさし荘」下車徒歩8分

## 進学実績
- 平成19年度進路状況は、大学54%、専門学校等26%である。主な現役合格者数は、多い順に、大東文化大学40名、東洋大学25名、帝京大学15名、東京電機大学14名、城西大学13名、日本大学13名、東京経済大学12名、駿河台大学11名など。
- 令和2年3月進路状況は、大学56％、短大3%、専門学校等28％、就職2％、その他8％である。[1]主な現役合格者数は、多い順に、東洋大学23名、大東文化大学18名、明星大学15名、拓殖大学13名、杏林大学11名、亜細亜大学11名、東京経済大学11名など。

## 著名な出身者
- 岩田光央 - 声優
- 岡直樹 (JULEPS） - ミュージシャン
- 池田一真（しずる） - お笑いタレント
- 貴水博之 - ミュージシャン
- 横田純 - ゲームクリエイター、脚本家
- 渡部大輔 - サッカー選手
- 増山さやか - アナウンサー
- 青山めぐ - グラビアアイドル